# Stanley Thatcher Blake
Stanley Thatcher Blake (*1910-24 de febrer 1973) va ser un botànic australià; que va esser president de la Royal Society of Queensland, de la qual s'havia associat amb el Queensland Herbarium des de 1945 fins al seu decés.
Abans de la seva unió amb l'Herbari, Blake rep una "beca Walter & Eliza Hall", que li permetrà realitzar expedicions de recol·leccions botàniques a Queensland Occidental de 1935 a 1937.
Blake està també acreditat per haver validat el nom Melaleuca quinquenervia, que havia estat inicialment proposat per Antonio J. Cavanilles (1745-1804).

## Obres
- The honey flora of South-Eastern Queensland (avec C. Roff), 	Queensland Department of Agriculture and Stock, 1958, 199 p., 175 pl.
- A Revision of Melaleuca leucadendron and its Allies (Myrtaceae), Contributions from the Queensland Herbarium, N°1, 1969, 114 p.
- A revision of Carpobrotus and Sarcozona in Australia, genera allied to Mesembryanthemum (Aizoaceae), Brisbane, 1969, Contributions from the Queensland Herbarium, N°7, 65 p., 11 plates.
- Studies in Cyperaceae, Brisbane, 1969, Contributions from the Queensland Herbarium, N°8, 48 p.
- A revision of Plectranthus (Labiatae) in Australia, Brisbane, 1971, Contributions from the Queensland Herbarium, N°9, 120 p.
- Idiospermum (Idiospermaceae), a new genus and family for Calycanthus australiensis, Brisbane, 1972, Contributions from the Queensland Herbarium, N°12, 37 p.
- Neurachne and its allies (Gramineae), Brisbane, 1972, Contributions from the Queensland Herbarium, N°13, 53 p.
- Plinthanthesis and Danthonia and a review of the Australian species of Leptochloa (Gramineae), Brisbane, 1972, Contributions from the Queensland Herbarium, N°14, 19 p.
- Revision of the genera Cymbopogon and Schizachyrium (Gramineae) in Australia, Brisbane, 1974, Contributions from the Queensland Herbarium, N°17, 70 p.